# Tipula (Bellardina) craverii
Tipula (Bellardina) craverii is een tweevleugelige uit de familie langpootmuggen (Tipulidae). De soort komt voor in het Neotropisch gebied.